# Gustav Kruck
Johann Gustav Kruck (* 1875; † 27. Oktober 1934 in Zürich) war ein Schweizer Politiker (FDP)

## Leben

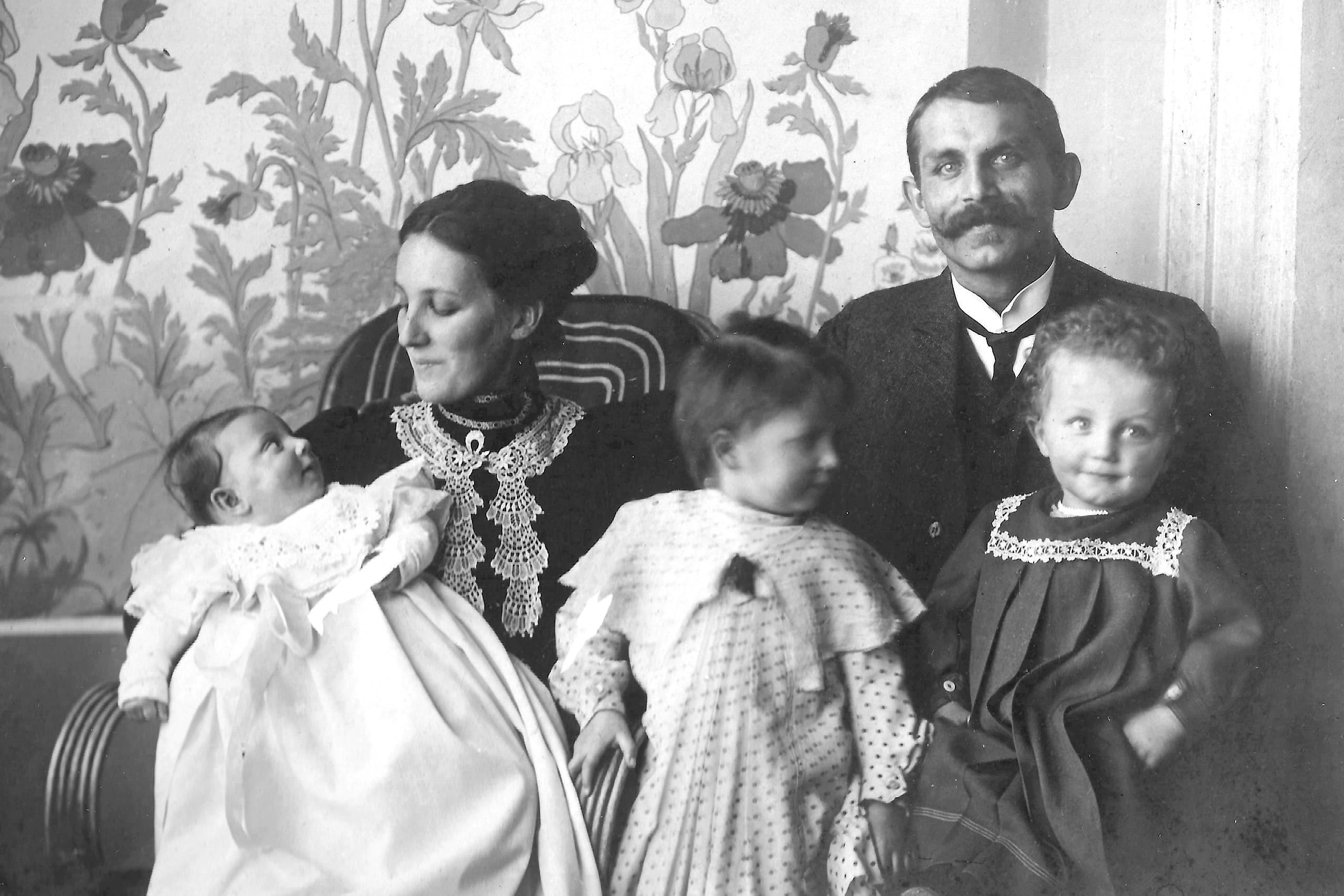
Rosa Tännler und Gustav Kruck mit Dorothea, Johanna und Hans

Gustav Kruck war von 1917 bis 1934 im Zürcher Stadtrat vertreten. Von 1917 bis 1919 leitete er das Steuerwesen und von 1919 bis 1934 das Bauwesen II. Kruck war als Vertreter des Zürcher Stadtrates seit dem 21. Mai 1931 Vorstandsmitglied der Zürcher Kunstgesellschaft und unterstützte verschiedene Künstler mit städtischen Aufträgen.
1901 heiratete Gustav Kruck Rosa Tännler aus dem Berner Oberland, die er in Gadmen kennengelernt hatte. Zusammen hatten sie fünf Kinder. Eine Zeichnung des Zeichners Fritz Ulysse Landry von Rosa Tännler war die Vorlage für die Gestaltung des Goldvrenelis.